# Ludwig II. (Liegnitz)
Ludwig II. von Liegnitz (auch Ludwig II. von Brieg; * 1384; † 30. April 1436) war 1399 bis 1436 Herzog von Brieg und 1419 bis 1436 Herzog von Liegnitz. Er entstammte dem Liegnitzer Zweig der Schlesischen Piasten.

## Herkunft und Familie
Seine Eltern waren Herzog Heinrich VIII. († 1399) und dessen zweite Frau Margarete, Tochter des Herzogs Ziemowit III. von Masowien. 1409 vermählte sich Ludwig mit der ungarischen Magnatentochter Hedwig Zápolya, die 1414 kinderlos verstarb. Am 9. April 1418 vermählte er sich während des Konzils von Konstanz im Hohen Haus am Konstanzer Fischmarkt in zweiter Ehe mit Elisabeth von Brandenburg, einer Tochter des Kurfürsten Friedrich I. Dieser Ehe entstammten die Kinder
- Ludwig († 1435)
- Elisabeth (1426–1435)
- Magdalena († 1497), ⚭ Herzog Nikolaus I. von Oppeln († 1476)
- Hedwig († 1471), ⚭ Herzog Johann I. von Lüben († 1453)

## Leben
Nach dem Tod des Vaters Heinrich VIII. 1399 teilten Ludwig II. und dessen Halbbruder Heinrich IX., der der ersten Ehe ihres Vaters entstammte, den ererbten Besitz, wobei Ludwig Brieg mit Kreuzburg und Konstadt erhielt, während Lüben, Ohlau, Nimptsch und halb Haynau an Heinrich IX. fielen. 
1402 trat Ludwig einem Landfriedensbündnis bei. Da er den Deutschen Ritterorden unterstützte, kam es zu gegenseitigen Grenzverletzungen mit Polen. Er war zunächst ein Anhänger des böhmischen Königs Wenzel IV. Erst nach dessen Tod 1419 unterstützte er dessen Stiefbruder Sigismund. 

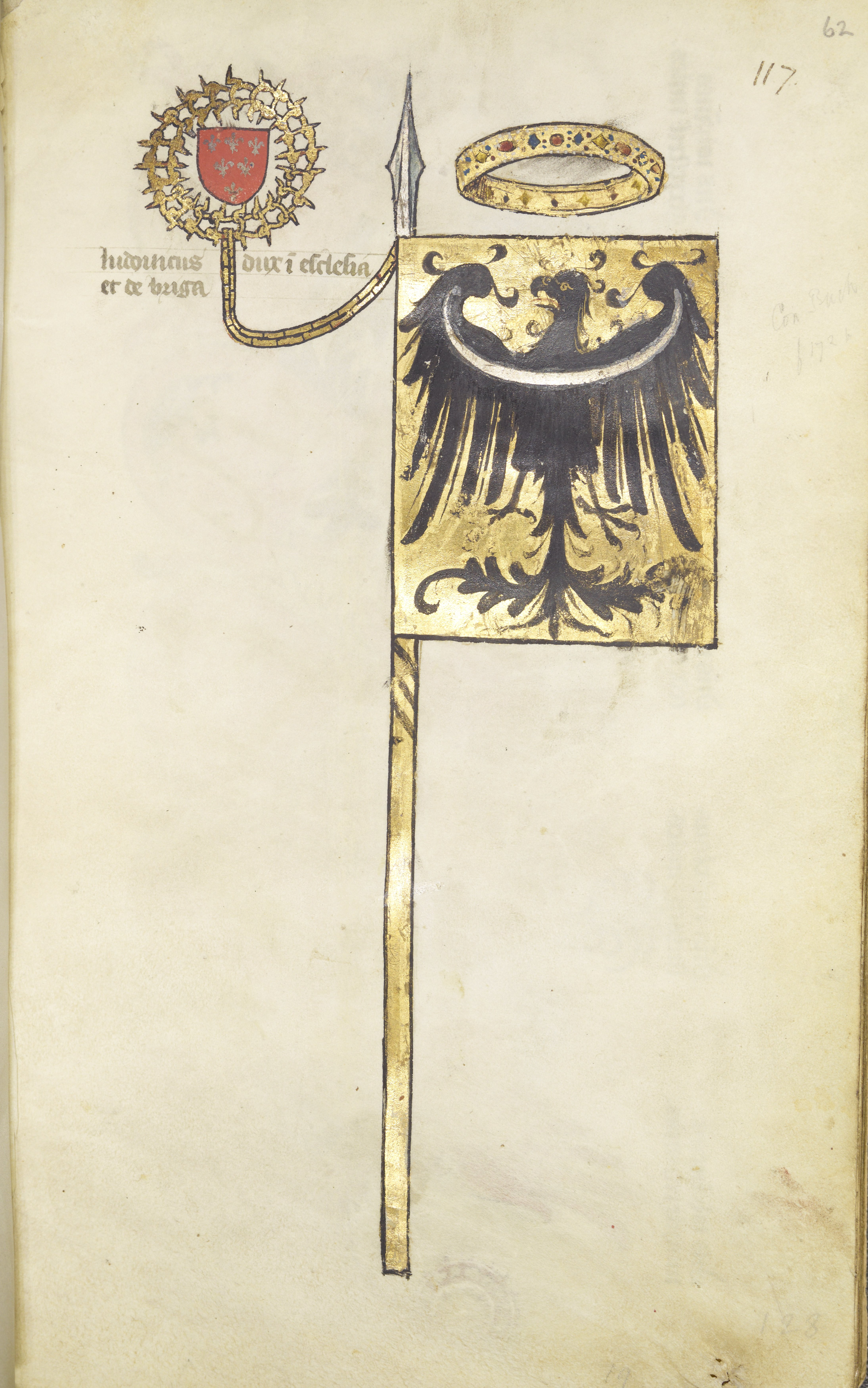
Der Lilienschild des Bischofs von Breslau und das Banner Ludwigs II. von Brieg am Beginn der Wappenreihe der Gesellschaft mit dem Rüdenband, ca. 1416 im Wappenbuch des portugiesischen Herolds Rylands Library, Latin Ms. 28.

1419 erbte Ludwig II. das Herzogtum Liegnitz, dessen alleiniger Besitzer seit 1409 der Breslauer Bischof Wenzel von Liegnitz war. Die Erbschaft wurde durch eine 1379 vom Landesherrn, dem böhmischen König Wenzel IV. genehmigte Gesamtbelehnung ermöglicht, die von Ludwigs II. Großvater Ludwig I. und dessen Neffen Ruprecht I. erwirkt worden war und mit der ein Heimfall von Teilgebieten verhindert werden konnte.
Ludwig II. war spätestens seit 1413 eines der führenden Mitglieder der Rüdenbandgesellschaft. 1420 bezeichnet er sich als „der geselleschaffte mit dem Rüdenpand oberster Hawbtman und geber“.
Nach dem Tod seines Stiefbruders Heinrich IX. 1419/20 schloss Ludwig mit dessen Söhnen Ruprecht II., Wenzel III. und Ludwig III. einen Erbvertrag, welcher dieser Linie den gesamten Besitz sichern sollte. 
Das 1421 durch König Sigismund an Ludwig verpfändete Herzogtum Jägerndorf wurde schon kurze Zeit später vom Troppau-Ratiborer Herzog Johann II. ausgelöst. Am 14. Februar 1427 trat Ludwig II. in Strehlen einem militärischen Bündnis bei, das die Hussiten in Schlesien bekämpfen sollte, an die er zeitweise Konstadt, Pitschen und Kreuzburg verloren hatte. Im selben Jahr erwarb er von Kasimir I. von Auschwitz Strehlen.
Zusammen mit dem Breslauer Bischof Konrad von Oels versuchte Ludwig II. im Sommer 1430 das von den Hussiten besetzte Nimptsch zurückzugewinnen. Dem am 16. Juni 1432 zwischen den Hussiten und Schlesien verabredeten Waffenstillstand traten sie nicht bei. Sie, sowie Herzog Bernhard von Falkenberg, die Herzöge von Oels und die Städte Breslau, Schweidnitz und Neisse unterzeichneten jedoch am 13. September 1432 ein entsprechendes Abkommen mit den Hussiten. 
Noch zu seinen Lebzeiten überschrieb Ludwig II. seiner Frau Elisabeth Goldberg, während seine Töchter mit je 10.000 Gulden abgefunden wurden. Er führte einen verschwenderischen Lebensstil und musste wegen der dadurch verursachten Schulden zeitweise die herzogliche Gewalt über Liegnitz an den Rat der Stadt abgeben.
Ludwig II. starb 1436 ohne männliche Nachkommen. Wegen des 1420 mit seinen Neffen vereinbarten Erbvertrags, dem die Zustimmung des Königs fehlte, kam es jedoch zu Auseinandersetzungen, die den bis 1469 andauernden Liegnitzer Lehnstreit zur Folge hatten. Der Neffe Ludwig III., dessen Brüder bereits verstorben waren, meldete seinen Anspruch als Alleinerbe Ludwigs II. an. Kurz vor seinem Tod entschied König Sigismund, dass ein Anspruch Herzogs Ludwig III. auf die Erbnachfolge Ludwigs II. unbegründet sei. Zugleich setzte er sich dafür ein, dass Ludwigs Besitz ungeschmälert an Ludwigs Witwe Elisabeth übergeht. Sie konnte das Herzogtum Liegnitz bis 1449 als Leibgedinge halten. Von ihr fiel es an Ludwigs II. Großneffen und Schwiegersohn, Herzog Johann I. von Lüben, der mit Ludwigs II. Tochter Hedwig verheiratet war, der jedoch seinen Anspruch nicht durchsetzen konnte.
Herzog Ludwigs Leichnam wurde in der von ihm 1423 gegründeten Kartause Liegnitz beigesetzt. Nachdem die Kartause unter Friedrich III. 1547 abgerissen wurde, wurden die Gebeine der dort beigesetzten Familienangehörigen in die Johanniskirche überführt, die nun als Schlosskirche diente. Dort ließ Herzogin Luise von Anhalt, die Mutter des letzten Liegnitzer Piasten Georg Wilhelm I. das Mausoleum der Schlesischen Piasten errichten.